# イザベル・ド・ポルテュガル
イザベル・ド・ポルテュガル（Isabelle de Portugal, 1397年2月21日 - 1471年12月17日）は、ブルゴーニュ公フィリップ3世（善良公）の3度目の妃。ポルトガル語名ではイザベル（Isabel）。ポルトガル王ジョアン1世と王妃フィリパ（ランカスター公ジョン・オブ・ゴーントの娘）の次女。ブラガンサ公アフォンソ1世は異母兄、ドゥアルテ1世、コインブラ公ペドロ、エンリケ航海王子は同母兄、ポルトガル軍総司令官ジョアン、フェルナンド聖王子は同母弟。

## 生涯

### 結婚前の生活
ポルトガル王ジョアン1世と王妃フィリパの次女として、エヴォラで生まれた。彼女の姉妹たちは1歳未満で早世したため、実質的には唯一の王女であった。リスボンの宮廷で、ドゥアルテ1世、エンリケ航海王子、フェルナンド王子ら優秀な兄弟たちとともに育てられた。両親は、彼らが健康であるだけでなく学問ができることを願い、子供たちに外国語、数学、科学を身につけさせた。また、王女であるイザベルにも兄弟たち同様政治を学ばせた。イングランド王女である母の影響から、彼らはイングランドびいきに育った。
1415年、従兄のイングランド王ヘンリー5世との縁談が持ち込まれた。ポルトガルを味方に引き入れ、フランスに対抗するためである。イザベルは18歳の結婚適齢期だったが、この婚約は成立せず、以後13年間イザベルは縁談を承諾しなかった。同年、母フィリパが黒死病で急死した。賢女で名高い王妃の死に宮廷は悲しみに暮れた。

### ブルゴーニュ公と結婚
1428年当時、ブルゴーニュ公フィリップ善良公は2度の結婚を経験していた。最初の妻ミシェル・ド・フランス（シャルル6世とイザボー・ド・バヴィエールの娘）は、遺伝性の精神病を患っていた。2度目の妻ボンヌ・ダルトワはかつて父方の叔父ヌヴェール伯フィリップ2世の妻であった。どちらとも死別し嫡子が得られず、3度目はイングランドから迎えたいと善良公は考えた（ミシェルとボンヌはフランス王族だったが、3度目の妻を得ることでイングランドとの同盟関係を強固にしたい思惑があった）。
善良公が注目したのは、ポルトガル王女イザベルだった。当時の結婚適齢期を過ぎた31歳ではあったが、非常に知性的でかつ健康で多産系の家柄であることが目を引いたのである。ポルトガルは、イングランドと同盟する以外にもフランドル商人と同盟することになると、この縁談を喜んだ。なお、善良公の生家であるヴァロワ＝ブルゴーニュ家は断絶したカペー家系ブルゴーニュ家の名跡を継いだ家系であるが、ポルトガル王家はカペー家系ブルゴーニュ家の分家であった。
1429年に結婚し、イザベルはブルゴーニュへ旅立った。船旅と徒歩の旅をして翌1430年1月に船がスロイスに到着、ブルッヘで善良公と結婚式を挙げた（同時に金羊毛騎士団が設立）。ディジョンに入ると、夫は彼女を連れて領内のヘント、リール、ブリュッセル、アラス、ペロンヌら諸都市を巡った。道中に妊娠がわかり、宮廷にようやく腰を落ち着けてみると、夫は中世の常のごとく多くの愛妾を抱え、間に生まれた庶子たちを養っているのだった。ちなみに、妊娠中の6月にノワイヨンで監禁中のジャンヌ・ダルクに夫と共に面会している。

### 公妃としての活動
1430年12月、イザベルはブリュッセル市のクーデンブール宮で第1子アントワーヌを出産した。見るからにひ弱な赤ん坊だったアントワーヌは早世した。1431年秋に再度の妊娠がわかった頃、フランス王シャルル7世がディジョンを攻撃していたため、善良公はブリュッセル市から離れていた。この時、夫の不在時に代理として守備を固め、王軍の攻撃を乗り切ったとされる。1432年に次男ジョゼフを、1433年11月に三男シャルルを生んだ（イザベルの孫でシャルルの娘であるマリーの夫・神聖ローマ皇帝マクシミリアン1世はイザベルの兄・ドゥアルテ1世の孫で2人は又従姉弟である）。イザベルは自らシャルルの養育に当たり彼の人格形成に大きな影響を与え、真面目な反面人間不信で粗暴な人物になっていった。
善良公とイザベルの結婚はイングランドとの関係強化にならなかった。イザベルの従兄に当たるベッドフォード公ジョン（ヘンリー5世の弟）は善良公の妹アンヌと結婚していたが、善良公の結婚に出席せずブルゴーニュとイングランドの関係は徐々に冷え込んでいったのである。1432年にアンヌと死別したベッドフォード公は翌1433年にジャケット・ド・リュクサンブールと再婚、そのことで善良公と一層疎遠になった。
イザベルは、芸術家と詩人に囲まれた華やかな宮廷の女主人であり、政治面においては夫に最も影響を与えた女性であった。主に外交面で手腕を発揮、1435年にアラスでイングランド・フランス・ブルゴーニュ講和会議が開かれると夫と共に出席、イングランドが退去しフランス・ブルゴーニュ間でアラスの和約が成立すると、イザベルはシャルル7世から両国の和平に尽力したとして4000ポンドの年金を送られた。一方、イングランドが報復としてフランドルを攻撃すると、ここでも調停に出てイングランド・ブルゴーニュ間の和平会談を整え、1439年の休戦協定締結に一役買った。夫の政敵でイングランドに捕らえられていたオルレアン公シャルルの釈放にも尽力、1440年に釈放されたオルレアン公は善良公と和睦して彼の姪マリー・ド・クレーヴと結婚した。
夫の死後シャルルが公位を継ぐと、フランスへの対抗でイングランド・ブルゴーニュ間を結ぶため、シャルルの3番目の結婚相手にイングランド王エドワード4世の妹マーガレット・オブ・ヨークを選び、1468年に挙行された結婚式に出席した。ポルトガル・イングランド・ブルゴーニュを繋ぐことが狙いだったとされる。3年後の1471年に74歳で亡くなった。
ポルトガルとブルゴーニュの縁組は両国に利益をもたらす結果になった。当時のポルトガルはエンリケ航海王子の許で航海事業が発達していたから、ブルゴーニュは国の主要産業である毛織物の市場が拡大したばかりではなく、国内に東方（オリエント）の産物がもたらされた。逆に、ポルトガルにはフランドルの洗練された文化がもたらされた。